# Språkbruk
Språkbruk är en svenskspråkig tidskrift som ges ut av svenska avdelningen vid Institutet för de inhemska språken i Finland. Den utkommer fortlöpande på webben och belyser aktuella språkfrågor inom främst svenska språket och finlandssvenskan, men även andra språk. Det första numret av Språkbruk utkom 1981.
Språkbruk är en populärvetenskaplig tidskrift om språk, språkvård och språkvetenskap. Tidskriften ger råd och rekommendationer i språkliga frågor, tar upp aktuella teman i svensk språkvårdsdebatt, presenterar undersökningar som gäller svenskan, recenserar nyutkomna ordböcker och litteratur inom området. Språkbruk riktar sig till journalister, lärare och översättare samt till alla som är intresserade av svenskt språkbruk och språkvård. Det första numret av Språkbruk utkom 1981, sedan dess gavs två nummer per år ut de följande åren. 1988-2020 hade Språkbruk fyra nummer årligen. Sedan 2021 utkommer Språkbruk fortlöpande, enbart digitalt.

## Chefredaktörer
- Mikael Reuter (1981–3/2008)
- Eivor Sommardahl (4/2008)
- Charlotta af Hällström-Reijonen (1/2009–2/2015, 3–4/2017, 2021-2022)
- Pia Westerberg (3/2015–2/2017, 1/2018–)
- Bianca Ortiz Holmberg 2021